# Dianthus stapfii
Dianthus stapfii là loài thực vật có hoa thuộc họ Cẩm chướng. Loài này được Lemperg mô tả khoa học đầu tiên năm 1941.